# Lunca, Bihor
Lunca este satul de reședință al comunei cu același nume din județul Bihor, Crișana, România.

### Scurt istoric
Populatia româneasca din aceste sate este pomenita în documente din cele mai îndepartate vremuri. Aceste documente ne dau stiri pretioase asupra trecutului populatiei acestor sate, care se bucurau din vrermuri vechi de anumite privilegii recunoscute de catre Episcopia Romano-Catolica Oradea, de care depindeau din punct de vedere administrativ. Istoria bisericeasca a românilor din Bihor arata ca pâna în secolul al XVI-lea, în Seghiste era sediul protopopiatului ortodox, care mai târziu s-a mutat la Beius.
Raporturile feudale de pe aceste locuri sunt reconstituite dupa circumscriptiile urbariale din 1589 si de la 1 august 1600. Acest urbariu arata ca aceste locuri se gasesc într-o zona primejdioasa, expusa incursiunilor, jafurilor turcesti sau ale ostilor imperiale ori transilvanene în lupta fie cu turcii, fie între ele.
Primele atestari documentare despre satele comunei Lunca apar dupa cum urmeaza:
Satul Lunca atestat documentar în anul 1588;
Satul Briheni atestat documentar în anul 1588;
Satul Hotarel atestat documentar în anul 1527-1528;
Satul Seghiste atestat documentar în anul 1503;
Satul Sîrbesti atestat documentar în anul 1592;
Satul Sustiu atestat documentar în anul 1588.
Traditii, obiceiuri, mestesuguri
Sarcinile feudale ale supusilor sunt în linii mari: censul, daturi, dijme si slujbe. Censul se platea în bani si era de 17 dinari pe cap de familie, satele care lucrau la topitoriile de fier si de arama sunt scutite, compensându-l cu munca pe care o fac. Satele repartizate pentru munca în topitorii erau Sustiu, Briheni si Sîrbesti. Daturile se faceau cu ocazia diferitelor sarbatori, de Pasti, de Craciun. Dijma era perceputa pentru stupi (1 din 10), pentru oi si porci (un porc din turma). Obligatiile de lucru erau: secerat, cosit si caratul lemnelor.
Cei din satele Briheni, Sustiu, Sîrbesti si catunul Ursesti, au obligatii de a cara saptamânal carbuni pentru topit fierul, cara lemne si ard carbunii. Cine neglija aceste obligatii platea gloaba un florin. La Craciun si Pasti li se dadea 1 saptamâna de odihna, iar în timpul secerii 1 luna întreaga. La Craciun satul dadea dregatorului ca dar un iepure si fiecare casa câte o gaina.
Fieraria lucra 5 zile pe saptamâna, producând 25 maji de fier saptamânal.

## Date geografice
Localitatea Lunca (1588 Lonka) se află în sud-vestul județului Bihor, la 84 km de Oradea, încadrându-se în ținutul Munților Codru–Moma, situată pe limita dintre cele două unități de relief (Munții Codru–Moma și Munții Bihorului) ca o punte formată dintr-o zonă de dealuri la cumpăna dintre Crișul Alb și Crișul Negru.
Populație	 2960[1] locuitori

## Clima
Clima comunei si a satelor apartinatoare este temperatcontinentala. Cantitatea de precipitatii difera de la un an la altul. Vegetatia pe teritoriul satelor comunei Lunca este în functie de sol. În satele Lunca, Sustiu, Sîrbesti si Hotarel întâlnim o vegetatie de lunca si stepa. Dintre plantele ierboase cele mai întâlnite sunt gramineele, dintre arbusti, porumbarul si macesul. Pe malul apelor întâlnim salcia si arinul, în livezi întâlnim marul, parul, prunul, ciresul si nucul. Plantele cele mai frecvent cultivate sunt cerealele (grâu, secara, orz, ovaz, porumb), floarea soarelui si trifolienele. În satul Briheni vegetatia este de deal, padurile si pasunile ocupând o mare suprafata.
c.) Colectivitatea asupra careia îsi exercita autoritatea Consiliul local al comunei Lunca se compune din:
- Satul Lunca cu o populatie de 1065 locuitori la un numar de 324 gospodarii si un spatiu de locuit de 16.839 mp;
-Satul Briheni cu o populatie de 463 locuitori la un numar de 131 gospodarii si un spatiu de locuit de 4.647 mp;
- Satul Hotarel cu o populatie de 379 locuitori la un numar de 97 gospodarii si un spatiu de locuit de 4.911 mp;
- Satul Sustiu cu o populatie de 518 locuitori la un numar de 169 gospodarii si un spatiu de locuit de 6.818 mp;
- Satul Sîrbesti cu o populatie de 404 locuitori la un numar de 129 gospodarii si un spatiu de locuit de 6.635 mp;
- Satul Seghiste cu o populatie de 697 locuitori la un numar de 163 gospodarii si un spatiu de locuit de 10.455 mp.

## Date economice
Principalele caracteristici economice ale comunei Lunca sunt direct legate de ocupatia agrar-mestesugareasca a locuitorilor, de caracterul silvo-pastoral si de minerit, dar mai ales de pozitia în zonele de influenta a trei orase: Stei, în primul rând, Vascau si Nucet, ea nefiind un important punct polarizator din punct de vedere economic. În lipsa unui plan de amenajare comunal sau a unor studii de specialitate aprofundate, posibilitatea de a determina exact caracteristicile economice este mai mica, totusi se pot distinge câteva caracteristici generale ce vor fi evidentiate în continuare.
Existenta exploatarii Vascau-Cîmp-Colesti-Moti înscrisa în axul economic Crisul Negru ce exploateaza roci utile (calcar cristalin), precum si a orasului Stei de factura industriala, a creat numeroase locuri de munca în diverse domenii, ceea ce a dus la schimbarea orientarii ocupatiilor în zona, de la cele agrar-mestesugaresti la cele industriale. În actualele conditii de reforma economica a tarii, asistam la un nou proces de reorientare a ocupatiilor spre economia de piata, fapt ce necesita analize detaliate.
Nu exista unitati industriale mari, doar mica industrie particulara si prestari servicii. Din pacate, oprincipalele ocupatii legate de traditie încet s-au pierdut si aici, exploatarile în cariere si în mine devenind creatoarele de locuri de munca. În actualele conditii economice de închidere a minelor si a carierelor se nasc noi orientari economice. Ca unitati care pot fi încadrate în categoria celor de mica industrie particulara si prestari servicii sunt: ateliere de dulgherie, confectionare cruci, abator, moara, unitati de mic comert si alimentatie publica, întreprinderi mici si mijlocii (SC Sistema Italia SA si SC Imob Exim SRL) specializate în prelucrarea lemnului.
Pe raza comunei Lunca se întâlnesc urmatoarele unitati publice: Consiliul local al comunei, politie, scoala generala cu clasele I-VIII în satul Lunca, precum si scoli generale cu clasele I-IV în celelalte sate, dispensar  uman, dispensar veterinar, Biserici Ortodoxe, biblioteca publica.
Referitor la turism, în comuna Lunca nu exista unitati turistice sau amenajari pentru agrement de amploare pe raza comunei Lunca, dar potentialul turistic al zonei este extrem de mare. Axa majora de circulatie DN 76 asigura legatura cu celelalte zone ale judetului si tarii. Lunca este punct de plecare pentru trasee turistice în Muntii Codru-Moma, munti cu clima placuta în tot cursul anului si cu platourile sale care pot fi elemente majore în cadrul unui turism organizat.